# Quinta de Bolívar

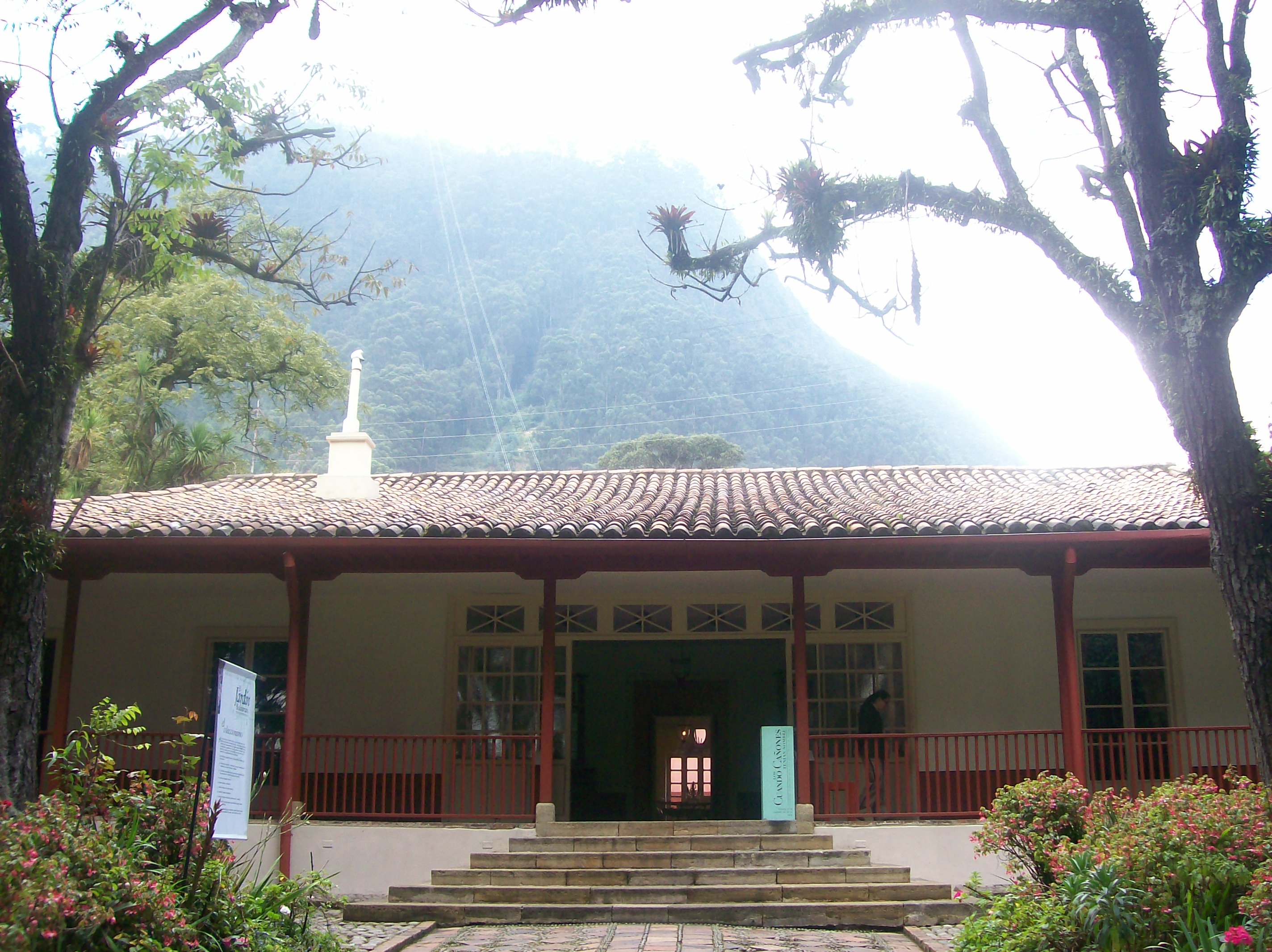
Quinta de Bolivar.

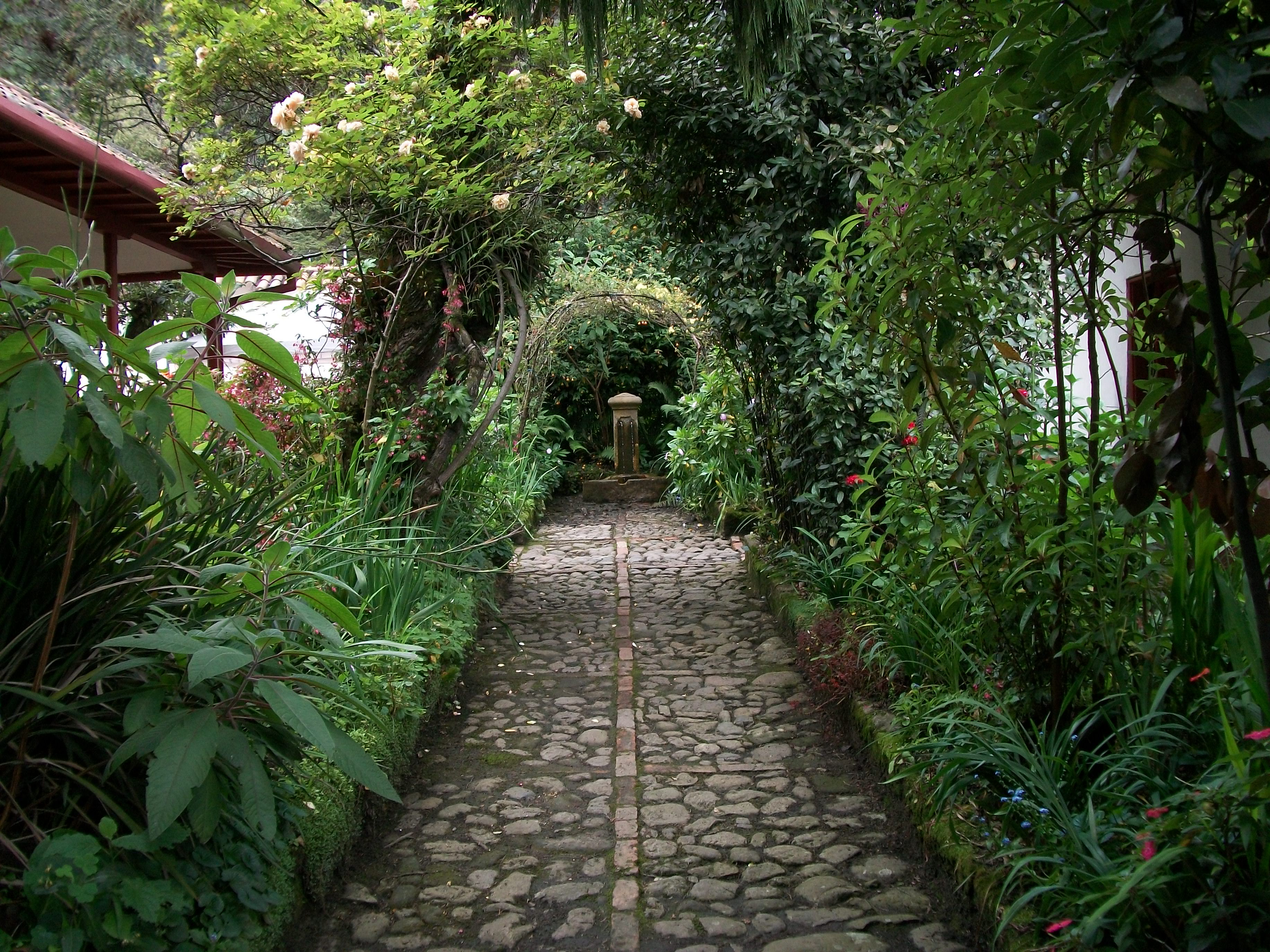
Trädgårdarna i Quinta de Bolivar.

Quinta de Bolivar är ett kolonialt hus i Bogotá, Colombia, som fungerade som bostad för Simon Bolivar i huvudstaden efter frihetskriget. Det används nu som ett museum tillägnat Bolivars liv och tid. 

## Historia
Husets historia går tillbaka till slutet av 1600-talet då marken såldes av kapellanen i Monserrate till Jose Antonio Portocarreño, en spansk köpman, som byggde ett hus på där.  Efter hans död kunde hans arvingar inte behålla egendomen och den var i mycket dåligt skick när staten köpte den och gav den till Bolivar som ett tecken på tacksamhet för hans roll i frihetskriget. Huset restaurerades och mellan 1820 och 1830 bodde Bolivar där en kort tid när han besökte Bogotá. 
Efter att Bolivar blivit tvungen att överge huvudstaden gav han huset till sin vän Jose Ignacio Paris. Senare bytte huset ägare flera gånger och under hela 1800-talet användes det för de mest skilda ändamål: det var ett hälsohus, ett bryggeri, ett garveri och en flickskola.  Till slut,1919, när fastigheten återigen var till salu, startade bl.a. Colombias historisk sällskap en nationell insamlingskampanj för att köpa den. Efter köpet blev huset museum med artefakter från självständighetstiden inklusive föremål som tillhört Simon Bolivar. Det används också för diplomatiska och kulturella evenemang. Flera viktiga restaureringsprojekt har skett i både hus och trädgårdar och en del infrastrukturarbete har genomförts för att anpassa fastigheten till dess nuvarande funktion. 
Den 17 januari 1974, i en symbolisk handling, stal Álvaro Fayad, en av medgrundarna av gerillarörelsen M-19, Bolivars svärd och lämnade efter sig en lapp som började, "Bolivar, ditt svärd återvänder till slagfältet". Den 31 januari 1991 lämnade Antonio Navarro, en av ledarna för M-19, tillbaka svärdet som en del av gruppens fredsförhandlingar med regeringen.  
Den här artikeln är helt eller delvis baserad på material från engelskspråkiga Wikipedia, Quinta de Bolívar.